# محمود أسطى عثمان أوغلي
محمود أُسطى عثمان أوغلي (1929 - 23 يونيو 2022)، يُشار إليه عادةً باسم محمود أفندي ومعروف لدى تلاميذه باسم «أفندي حضرتلري» (بالتركية: Efendi Hazretleri)، هو شيخ صوفي تركي، زعيم ومؤسس جماعة إسماعيل آغا، التي تُعد أكبر جماعة دينية في تركيا عدداً وأكثرها تأثيراً.

## وفاته
توفي يوم الخميس 23 يونيو/حزيران 2022. عن عمر يناهز 93 عاماً في مستشفى بمدينة إسطنبول، حيث كان يعالج من مرض في الكُلى.

## حياته
وُلد محمود أسطى عثمان أوغلي عام 1929م في قرية طاوشانلي في بلدة «أوف» بولاية طربزون التركية لعائلة مسلمة، ونشأ نشأة متدينة، وتلقى علوم اللغة العربية والفارسية على يد الشيخ تسبيحي زاده.
عُين أفندي إمامًا لمسجد إسماعيل آغا بمنطقة الفاتح في إسطنبول عام 1954م وظل فيه حتى أحيل للتقاعد عام 1996م، وكان يقوم بالتدريس والوعظ في إسطنبول ويجذب الكثير من الطلاب والمريدين.
عُدَّ الشيخ محمود أحد أبرز العُلماء المُسلمين ومن كبار المشايخ في تركيا، وتتلمذ على يديه عدَّة علماء. تميز بالذكاء والفطنة، وهو حافظ للقرآن الكريم ومُجاز بالحديث من صغره، وهو صوفي التوجه نقشبندي الطريقة، حنفي المذهب والفقه أخذ عن أبرز شيوخ الطريقة النقشبندية.